# Тодор Петков (революционер)
Вижте пояснителната страница за други личности с името Тодор Петков.
Тодор Петков, наричан Пелико, е български учител и революционер, деец на Вътрешната македоно-одринска революционна организация.

## Биография
Петков е роден на 20 август 1872 година в Лъджакьой, Османската империя, днес Лутрос, Гърция. В 1892 година завършва с четвъртия випуск педагогическите курсове на Солунската българска мъжка гимназия. Работи като учител в Свиленград, Лозенград и други. В периода 1896 – 1898 година е касиер, а от 1900 до 1902 година е председател на околийския комитет на ВМОРО в Свиленград. В 1902 година Петков присъства на Пловдивския конгрес на Одринския окръжен революционен комитет.
След Младотурската революция в 1908 година става деец на Съюза на българските конституционни клубове и е избран за делегат на неговия Учредителен конгрес от Дедеагач.
През Балканската война Тодор Петков е арестуван от османските власти и е изпратен на заточение в град Сивас, Мала Азия.
Умира на 30 юли 1937 година в Свиленград.